# Santa Teresa (Rocha)
Santa Teresa es un parque nacional, erróneamente considerado balneario, que se ubica en el departamento de Rocha, en Uruguay, a la altura del kilómetro 302 de la ruta nacional N.º 9. Comprende unas 3000 hectáreas, donde se pueden contemplar una gran variedad de especies de flora autóctona y también exótica.

## Generalidades
En el parque nacional de Santa Teresa se encuentra la fortaleza que le diera nombre, construida en forma de trinchera el año 1762 por los portugueses y luego por los españoles en su forma actual. Esta construcción posee muros de doble pared de piedra de sillería, los cuales están unidos por estribos. Entre ambos muros se rellenó con tierra y cascotes con el fin de resistir las vibraciones de los disparos de los enemigos.
La fortaleza es considerada una joya de la arquitectura del siglo XVIII, lo que lleva a referenciarla como uno de los monumentos históricos de mayor interés para el turismo.

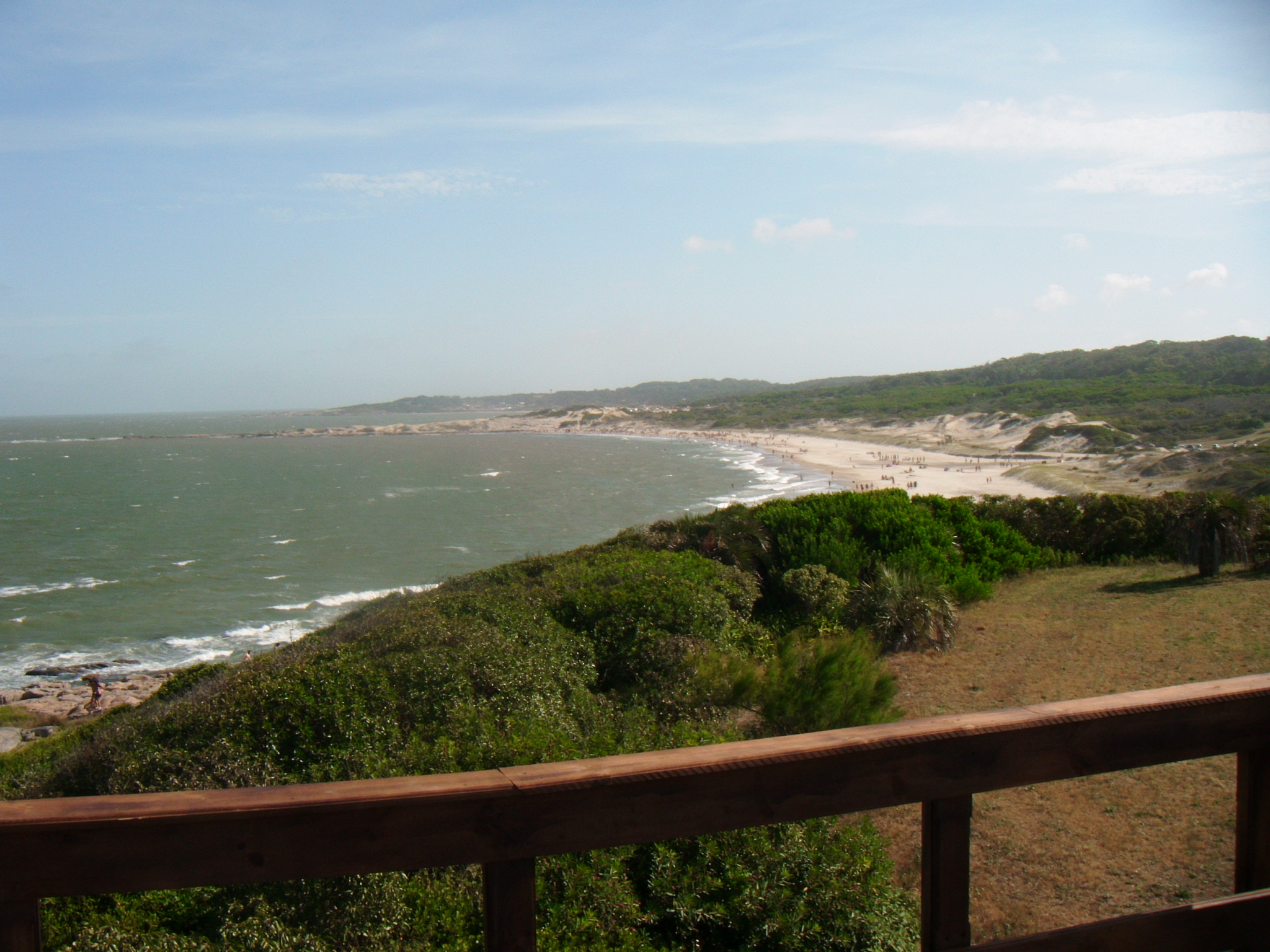
Vista de la Playa Achiras en Santa Teresa

Existe dentro del parque una extensa zona habilitada para camping, áreas donde se brinda servicio médico y locales comerciales. 
Las playas son cuatro: "Las Achiras", "Playa del Barco", "Playa Grande" y "La Moza", todas ellas sobre el océano Atlántico. Al recorrer el lugar es posible observar una gran variedad de especies de flora y fauna e infinidad de caminos que conectan distintos puntos dentro del balneario.

## Historia
Desde épocas muy remotas la zona que recibe el nombre Angostura, particularmente la conocida como "Corredor de la Angostura", que incluye el parque nacional de Santa Teresa, fue muy codiciada por españoles y portugueses. Años más tarde tuvo un rol central durante la gesta artiguista y la búsqueda de la independencia de Uruguay. Cabe destacar la leyenda de la maniobra de 1825, en la que varios cientos de orientales guiados por el general Leonardo Olivera recuperan la fortaleza (que estaba en poder de los brasileños) sin hacer uso de sus armas.